# 24 Heures du Mans 2016
Navigation
Édition précédente Édition suivante
Les 24 Heures du Mans 2016 sont la 84e édition de l'épreuve, la 3e manche du calendrier du Championnat du monde d'endurance FIA 2016 et se déroulent les samedi 18 et dimanche 19 juin 2016 sur le circuit de la Sarthe.

## Contexte avant la course
Le nombre d'engagés est porté à 60 pour cette course contre 56 auparavant. Ce nombre d'engagés plus important résulte de la construction de quatre stands supplémentaires durant la pause hivernale.
Les réglementations des catégories LMP2 et GTE évoluent afin de donner plus d'attractivité.
Une nouvelle épreuve ouvrira la journée avec les LMP3 des séries ACO et les GT3 de la Michelin GT3 Le Mans Cup.
Après le cuisant échec de la Nissan GT-R LM Nismo, Nissan se retire du WEC et ne sera donc pas présent au Mans.
En raison de nombreuses grèves dans les raffineries de pétrole en France, certains médias pensent que l'affluence de spectateurs pourrait être revue à la baisse par rapport aux années précédentes.

## Engagés
Cette année, les constructeurs Audi et Porsche prendront le départ avec deux voitures au lieu de trois, à la suite du dieselgate impliquant VAG, maison mère des deux constructeurs. Toyota est quant à lui présent avec deux voitures comme les années précédentes.
À noter le grand retour de Ford aux 24 Heures du Mans. Ford engage quatre Ford GT dans la catégorie GTE Pro.

### Invités
56e stand
Cette année, le stand 56, réservé aux innovations, est occupé par Frédéric Sausset, un Français amputé des quatre membres. Il va courir dans une Morgan LMP2-Judd. Sa participation s'effectuera en compagnie de Jean-Bernard Bouvet ainsi que Christophe Tinseau.
Invitations automatiques
| Raison de l'invitation                     | LMP1                 | LMP2               | LMGTE Am          | LMGTE Pro       |
| ------------------------------------------ | -------------------- | ------------------ | ----------------- | --------------- |
| Vainqueur des 24 Heures du Mans 2015       | Porsche Team         | KCMG               | SMP Racing        | Corvette Racing |
| Champion ELMS 2015                         |                      | Greaves Motorsport | Formula Racing    | Formula Racing  |
| Second ELMS 2015                           |                      | BMW Team Marc VDS  | BMW Team Marc VDS |                 |
| Champion ELMS (LMP3 et GTC) 2015           | Team LNT             | TDS Racing         |                   |                 |
| WeatherTech SportsCar Championship         | Michael Shank Racing | Scuderia Corsa     |                   |                 |
| Champion Asian Le Mans Series (LMP2 et GT) | Race Performance     | Clearwater Racing  |                   |                 |
| Champion Asian Le Mans Series (LMP3)       | DC Racing            | DC Racing          |                   |                 |

### Liste officielle
- Championnat du monde d'endurance FIA
- European Le Mans Series
- United SportsCar Championship
- Asian Le Mans Series

| 1         |  | Porsche Team               | Porsche 919 Hybrid       | M | Timo Bernhard         | Mark Webber          | Brendon Hartley          |
| 2         |  | Porsche Team               | Porsche 919 Hybrid       | M | Romain Dumas          | Neel Jani            | Marc Lieb                |
| 4         |  | ByKolles Racing            | CLM P1/01-AER            | D | Simon Trummer         | Pierre Kaffer        | Oliver Webb              |
| 5         |  | Toyota Gazoo Racing        | Toyota TS050 Hybrid      | M | Anthony Davidson      | Sébastien Buemi      | Kazuki Nakajima          |
| 6         |  | Toyota Gazoo Racing        | Toyota TS050 Hybrid      | M | Stéphane Sarrazin     | Mike Conway          | Kamui Kobayashi          |
| 7         |  | Audi Sport Team Joest      | Audi R18                 | M | Marcel Fässler        | André Lotterer       | Benoît Tréluyer          |
| 8         |  | Audi Sport Team Joest      | Audi R18                 | M | Lucas di Grassi       | Loïc Duval           | Oliver Jarvis            |
| 12        |  | Rebellion Racing           | Rebellion R-One-AER      | D | Nicolas Prost         | Nick Heidfeld        | Nelson Piquet Jr.        |
| 13        |  | Rebellion Racing           | Rebellion R-One-AER      | D | Mathéo Tuscher        | Alexandre Imperatori | Dominik Kraihamer        |
| LMP2      |  |                            |                          |   |                       |                      |                          |
| 22        |  | SO24! by Lombard Racing    | Ligier JS P2-Judd        | D | Vincent Capillaire    | Erik Maris           | Jonathan Coleman         |
| 23        |  | Panis-Barthez Compétition  | Ligier JS P2-Nissan      | M | Fabien Barthez        | Timothé Buret        | Paul-Loup Chatin         |
| 25        |  | Algarve Pro Racing         | Ligier JS P2             | D | Michael Munemann      | Andrea Pizzitola     | Chris Hoy                |
| 26        |  | G-Drive Racing             | Oreca 05-Nissan          | D | Roman Rusinov         | Will Stevens         | René Rast                |
| 27        |  | SMP Racing                 | BR01-Nissan              | D | Nicolas Minassian     | Maurizio Mediani     | Mikhail Aleshin          |
| 28        |  | Pegasus Racing             | Morgan LMP2-Nissan       | M | Inès Taittinger       | Rémy Striebig        | Léo Roussel              |
| 30        |  | Extreme Speed Motorsports  | Ligier JS P2-Nissan      | D | Scott Sharp           | Ed Brown             | Johannes van Overbeek    |
| 31        |  | Extreme Speed Motorsports  | Ligier JS P2-Nissan      | D | Ryan Dalziel          | Pipo Derani          | Chris Cumming (de)       |
| 33        |  | Eurasia Motorsport         | Oreca 05-Nissan          | D | Kevin Pu Junjin (en)  | Nick de Bruijn       | Tristan Gommendy         |
| 34        |  | Race Performance           | Oreca 03R-Nissan         | D | Nicolas Leutwiler     | Shinji Nakano        | James Winslow            |
| 35        |  | Baxi DC Racing Alpine      | Alpine A460-Nissan       | D | David Cheng           | Ho-Pin Tung          | Nelson Panciatici        |
| 36        |  | Signatech Alpine           | Alpine A460-Nissan       | D | Nicolas Lapierre      | Gustavo Menezes      | Stéphane Richelmi        |
| 37        |  | SMP Racing                 | BR01-Nissan              | D | Vitaly Petrov         | Viktor Shaytar       | Kirill Ladygin           |
| 38        |  | G-Drive Racing             | Gibson 015S-Nissan       | D | Simon Dolan           | Giedo van der Garde  | Jake Dennis              |
| 40        |  | Krohn Racing               | Ligier JS P2-Judd        | M | Tracy Krohn           | Niclas Jönsson       | João Barbosa             |
| 41        |  | Greaves Motorsport         | Ligier JS P2-Nissan      | D | Memo Rojas            | Julien Canal         | Nathanaël Berthon        |
| 42        |  | Strakka Racing             | Gibson 015S-Nissan       | D | Nick Leventis         | Danny Watts          | Jonny Kane               |
| 43        |  | RGR Sport by Morand        | Ligier JS P2-Nissan      | D | Ricardo González      | Filipe Albuquerque   | Bruno Senna              |
| 44        |  | Manor                      | Oreca 05-Nissan          | D | Tor Graves            | Matthew Rao          | Roberto Merhi            |
| 46        |  | Thiriet by TDS Racing      | Oreca 05-Nissan          | D | Pierre Thiriet        | Mathias Beche        | Ryō Hirakawa             |
| 47        |  | KCMG                       | Oreca 05-Nissan          | D | Tsugio Matsuda        | Richard Bradley      | Matthew Howson           |
| 48        |  | Murphy Prototypes          | Oreca 03R-Nissan         | D | Jeroen Bleekemolen    | Marc Goossens        | Ben Keating              |
| 49        |  | Michael Shank Racing       | Ligier JS P2-HPD         | D | Laurens Vanthoor      | Oswaldo Negri Jr.    | John Pew (en)            |
| LMGTE Pro |  |                            |                          |   |                       |                      |                          |
| 51        |  | AF Corse                   | Ferrari 488 GTE          | M | Gianmaria Bruni       | James Calado         | Alessandro Pier Guidi    |
| 63        |  | Corvette Racing - GM       | Chevrolet Corvette C7.R  | M | Jan Magnussen         | Antonio García       | Ricky Taylor             |
| 64        |  | Corvette Racing - GM       | Chevrolet Corvette C7.R  | M | Oliver Gavin          | Tom Milner Jr.       | Jordan Taylor            |
| 66        |  | Ford Chip Ganassi Team UK  | Ford GT GTE Ecoboost     | M | Marino Franchitti     | Andy Priaulx         | Harry Tincknell          |
| 67        |  | Ford Chip Ganassi Team UK  | Ford GT GTE Ecoboost     | M | Olivier Pla           | Stefan Mücke         | Billy Johnson (en)       |
| 68        |  | Ford Chip Ganassi Team USA | Ford GT GTE Ecoboost     | M | Joey Hand             | Dirk Müller          | Sébastien Bourdais       |
| 69        |  | Ford Chip Ganassi Team USA | Ford GT GTE Ecoboost     | M | Scott Dixon           | Richard Westbrook    | Ryan Briscoe             |
| 71        |  | AF Corse                   | Ferrari 488 GTE          | M | Davide Rigon          | Sam Bird             | Andrea Bertolini         |
| 77        |  | Dempsey-Proton Racing      | Porsche 911 RSR (991)    | M | Richard Lietz         | Michael Christensen  | Philipp Eng              |
| 82        |  | Risi Competizione          | Ferrari 488 GTE          | M | Giancarlo Fisichella  | Toni Vilander        | Matteo Malucelli         |
| 91        |  | Porsche Team Manthey       | Porsche 911 RSR (991)    | M | Nick Tandy            | Patrick Pilet        | Kévin Estre              |
| 92        |  | Porsche Team Manthey       | Porsche 911 RSR (991)    | M | Earl Bamber           | Frédéric Makowiecki  | Jörg Bergmeister         |
| 95        |  | Aston Martin Racing        | Aston Martin Vantage GTE | D | Nicki Thiim           | Darren Turner        | Marco Sørensen           |
| 97        |  | Aston Martin Racing        | Aston Martin Vantage GTE | D | Richie Stanaway       | Jonathan Adam        | Fernando Rees            |
| LMGTE Am  |  |                            |                          |   |                       |                      |                          |
| 50        |  | Larbre Compétition         | Chevrolet Corvette C7.R  | M | Pierre Ragues         | Jean-Philippe Belloc | Yutaka Yamagishi         |
| 55        |  | AF Corse                   | Ferrari 458 Italia GT2   | M | Duncan Cameron        | Matt Griffin         | Aaron Scott              |
| 57        |  | Team AAI                   | Chevrolet Corvette C7.R  | M | Johnny O'Connell      | Mark Patterson       | Oliver Bryant            |
| 58        |  | Clearwater Racing          | Ferrari 458 Italia GT2   | M | Mok Weng Sun (de)     | Keita Sawa (de)      | Rob Bell                 |
| 60        |  | Formula Racing             | Ferrari 458 Italia GT2   | M | Christina Nielsen     | Mikkel Mac           | Johnny Laursen (de)      |
| 62        |  | Scuderia Corsa             | Ferrari 458 Italia GT2   | M | William Sweedler (de) | Townsend Bell        | Jeff Segal               |
| 78        |  | KCMG                       | Porsche 911 RSR (991)    | M | Christian Ried        | Joël Camathias       | Wolf Henzler             |
| 83        |  | AF Corse                   | Ferrari 458 Italia GT2   | M | François Perrodo      | Emmanuel Collard     | Rui Águas                |
| 86        |  | Gulf Racing                | Porsche 911 RSR (991)    | M | Michael Wainwright    | Adam Carroll         | Ben Barker               |
| 88        |  | Abu Dhabi-Proton Racing    | Porsche 911 RSR (991)    | M | Khaled Al Qubaisi     | Patrick Long         | David Heinemeier Hansson |
| 89        |  | Proton Racing              | Porsche 911 RSR (991)    | M | Cooper MacNeil        | Leh Keen             | Marc Miller (de)         |
| 98        |  | Aston Martin Racing        | Aston Martin Vantage GTE | D | Paul Dalla Lana       | Pedro Lamy           | Mathias Lauda            |
| 99        |  | Aston Martin Racing        | Aston Martin Vantage GTE | D | Andrew Howard         | Liam Griffin (en)    | Gary Hirsch              |
| 56e stand |  |                            |                          |   |                       |                      |                          |
| 84        |  | SRT41 by OAK Racing        | Morgan LMP2-Nissan       | M | Frédéric Sausset      | Christophe Tinseau   | Jean-Bernard Bouvet      |

### Réservistes
| Réservistes | Réservistes | Réservistes | Réservistes | Réservistes    | Réservistes             | Réservistes | Réservistes        | Réservistes      | Réservistes |
| Ordre       | Classe      | No.         | Pays        | Équipe         | Voiture                 | Pneu        | Pilote 1           | Pilote 2         | Pilote 3    |
| ----------- | ----------- | ----------- | ----------- | -------------- | ----------------------- | ----------- | ------------------ | ---------------- | ----------- |
| 1           | LMGTE Am    | 76          |             | JMW Motorsport | Ferrari 458 Italia GT2  | M           | Robert Smith       | Rory Butcher     |             |
| 2           | LMP2        | 29          |             | Pegasus Racing | Morgan LMP2-Nissan      | M           |                    |                  |             |
| 3           | LMP2        | 24          |             | Oak Racing     | Ligier JS P2            | D           | Jacques Nicolet    | Jean-Marc Merlin | Erik Maris  |
| 4           | LMGTE-Am    | 56          |             | Team AAI       | Chevrolet Corvette C7.R | M           | Han-Chen Chen (de) |                  |             |

## Journée test
La journée s'est tenue le 5 juin 2016 avec deux séances, l'une de 9 h à 13 h, l'autre de 14 h à 18 h.

## Pesage
Dimanche 12 juin de 14 h 30 à 19 h,.
Lundi 13 juin de 10 h à 18 h.

## Essais libres
Les essais libres se sont déroulés le mercredi 15 juin de 16 h à 20 h. Durant la séance, la CLM P1/01 no 4 du Bykolles Racing prend feu alors qu'elle roule sur la ligne droite des Hunaudières, entraînant la sortie des drapeaux rouges et l'interruption de la séance d'essai. L'incendie, dû à un problème de pompe à essence, est maîtrisé par les commissaires de piste.

## Séances de qualifications
La première séance de qualification s'est tenu le mercredi 15 juin de 22 h à minuit. Durant cette séance les Ford GT ont montré leur réel potentiel après avoir été accusé par de nombreux commentateurs d'avoir masqué les vraies performances de leurs voitures. En LMP1, Porsche termine en tête de cette séance devant les deux Toyota tandis que les deux Audi reste en retrait, la no 8 étant même victime d'un problème de transmission.

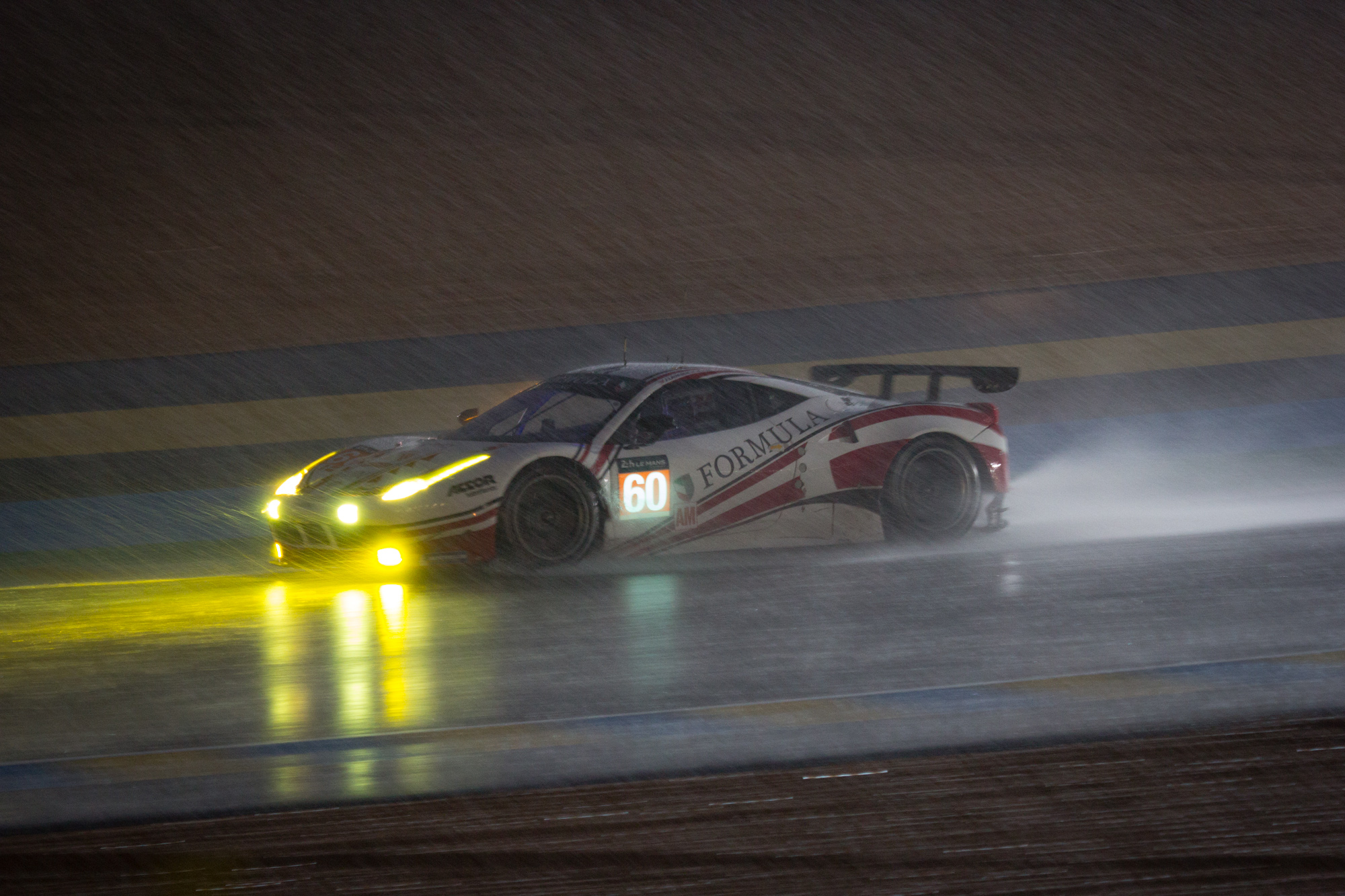
Édition pluvieuse.

Le jeudi 16 juin de 19 h à 21 h et de 22 h à minuit se sont tenues les deuxième et troisième séances de qualification qui, interrompues par des pluies diluviennes, n'ont pas permis aux pilotes d'améliorer les temps réalisés le mercredi. En LMP1, Porsche prend la première ligne devant Toyota en deuxième et Audi en troisième ligne. Victime d'un incendie pendant les essais libres, le Bykolles Racing a réussi à réparer sa voiture et sera donc au départ des 24 Heures. En GTE pro, Ford et Ferrari dominent largement mais des soupçons de triche les poursuivent.
Le vendredi, à la suite des accusations multiples auxquelles Ferrari et Ford font face en GTE Pro, l'ACO prend la décision de revoir le BOP pour les deux constructeurs.

### Classement
Voici le classement officiel au terme des qualifications, ainsi que la grille de départ. Les premiers de chaque catégorie sont signalés en gras. Les meilleurs temps obtenus par chaque équipage sont indiqués par un fond gris. Les temps de la troisième séance ne sont pas indiqués du fait des conditions climatiques contraignant beaucoup d'équipages à ne signer aucun tour chronométré.
| Pos. | Classe    | No. | Équipe                     | Séance 1       | Séance 2       | Écart     | Grille |
| ---- | --------- | --- | -------------------------- | -------------- | -------------- | --------- | ------ |
| 1    | LMP1      | 2   | Porsche Team               | 3 min 19 s 733 | 3 min 25 s 511 |           | 1      |
| 2    | LMP1      | 1   | Porsche Team               | 3 min 20 s 203 | 3 min 23 s 307 | +0 s 470  | 2      |
| 3    | LMP1      | 6   | Toyota Gazoo Racing        | 3 min 20 s 737 | 3 min 25 s 899 | +1 s 004  | 3      |
| 4    | LMP1      | 5   | Toyota Gazoo Racing        | 3 min 21 s 903 | 3 min 24 s 399 | +2 s 170  | 4      |
| 5    | LMP1      | 7   | Audi Sport Team Joest      | 3 min 22 s 780 | 3 min 45 s 468 | +3 s 047  | 5      |
| 6    | LMP1      | 8   | Audi Sport Team Joest      | 3 min 22 s 823 | 3 min 26 s 680 | +3 s 090  | 6      |
| 7    | LMP1      | 13  | Rebellion Racing           | 3 min 26 s 586 | 3 min 30 s 010 | +6 s 853  | 7      |
| 8    | LMP1      | 12  | Rebellion Racing           | 3 min 27 s 348 | 3 min 27 s 573 | +7 s 615  | 8      |
| 9    | LMP1      | 4   | ByKolles Racing Team       | Pas de temps   | 3 min 34 s 168 | +14 s 435 | 54     |
| 10   | LMP2      | 26  | G-Drive Racing             | 3 min 36 s 605 | 4 min 04 s 887 | +16 s 872 | 9      |
| 11   | LMP2      | 35  | Baxi DC Racing Alpine      | 3 min 37 s 175 | 3 min 39 s 559 | +17 s 442 | 10     |
| 12   | LMP2      | 36  | Signatech Alpine           | 3 min 37 s 225 | 3 min 40 s 895 | +17 s 492 | 11     |
| 13   | LMP2      | 44  | Manor                      | 3 min 38 s 037 | Pas de temps   | +18 s 304 | 12     |
| 14   | LMP2      | 49  | Michael Shank Racing       | 3 min 38 s 837 | 3 min 51 s 759 | +19 s 104 | 13     |
| 15   | LMP2      | 31  | Extreme Speed Motorsports  | 3 min 39 s 366 | 3 min 40 s 436 | +19 s 633 | 14     |
| 16   | LMP2      | 46  | Thiriet by TDS Racing      | 3 min 39 s 375 | 3 min 40 s 611 | +19 s 642 | 15     |
| 17   | LMP2      | 42  | Strakka Racing             | 3 min 39 s 394 | 3 min 44 s 142 | +19 s 661 | 16     |
| 18   | LMP2      | 47  | KCMG                       | 3 min 39 s 436 | 3 min 39 s 562 | +19 s 703 | 17     |
| 19   | LMP2      | 23  | Panis-Barthez Compétition  | 3 min 39 s 470 | 3 min 45 s 018 | +19 s 737 | 18     |
| 20   | LMP2      | 33  | Eurasia Motorsport         | 3 min 40 s 631 | 4 min 14 s 491 | +20 s 898 | 19     |
| 21   | LMP2      | 38  | G-Drive Racing             | 3 min 40 s 685 | 4 min 01 s 981 | +20 s 952 | 20     |
| 22   | LMP2      | 43  | RGR Sport by Morand        | 3 min 40 s 899 | 3 min 44 s 198 | +21 s 166 | 21     |
| 23   | LMP2      | 27  | SMP Racing                 | 3 min 41 s 132 | 3 min 41 s 457 | +21 s 399 | 55     |
| 24   | LMP2      | 28  | Pegasus Racing             | 3 min 42 s 049 | 3 min 41 s 285 | +21 s 552 | 56     |
| 25   | LMP2      | 30  | Extreme Speed Motorsports  | 3 min 41 s 406 | 4 min 14 s 456 | +21 s 673 | 57     |
| 26   | LMP2      | 37  | SMP Racing                 | 3 min 42 s 147 | 3 min 41 s 776 | +22 s 043 | 22     |
| 27   | LMP2      | 25  | Algarve Pro Racing         | 3 min 44 s 185 | 3 min 42 s 088 | +22 s 355 | 23     |
| 28   | LMP2      | 41  | Greaves Motorsport         | 3 min 43 s 915 | 3 min 42 s 570 | +22 s 837 | 24     |
| 29   | LMP2      | 48  | Murphy Prototypes          | 3 min 43 s 508 | 3 min 45 s 067 | +23 s 775 | 25     |
| 30   | LMP2      | 34  | Race Performance           | 3 min 43 s 590 | 3 min 45 s 711 | +23 s 857 | 26     |
| 31   | LMP2      | 22  | SO24! by Lombard Racing    | 3 min 48 s 585 | 3 min 44 s 347 | +24 s 614 | 58     |
| 32   |           | 84  | SRT41 by OAK Racing        | 3 min 45 s 178 | 4 min 01 s 607 | +25 s 445 | 27     |
| 33   | LMP2      | 40  | Krohn Racing               | 3 min 45 s 213 | 3 min 45 s 978 | +25 s 480 | 59     |
| 34   | LMGTE Pro | 68  | Ford Chip Ganassi Team USA | 3 min 51 s 185 | 3 min 53 s 672 | +31 s 452 | 28     |
| 35   | LMGTE Pro | 69  | Ford Chip Ganassi Team USA | 3 min 51 s 497 | 3 min 53 s 603 | +31 s 764 | 29     |
| 36   | LMGTE Pro | 51  | AF Corse                   | 3 min 51 s 568 | 3 min 53 s 218 | +31 s 835 | 30     |
| 37   | LMGTE Pro | 67  | Ford Chip Ganassi Team UK  | 3 min 51 s 590 | 3 min 55 s 750 | +31 s 857 | 31     |
| 38   | LMGTE Pro | 66  | Ford Chip Ganassi Team UK  | 3 min 52 s 038 | 3 min 58 s 358 | +32 s 305 | 32     |
| 39   | LMGTE Pro | 71  | AF Corse                   | 3 min 52 s 508 | 3 min 55 s 066 | +32 s 775 | 33     |
| 40   | LMGTE Pro | 82  | Risi Competizione          | 3 min 53 s 176 | 3 min 55 s 032 | +33 s 443 | 34     |
| 41   | LMGTE Pro | 92  | Porsche Motorsport         | 3 min 54 s 918 | 3 min 57 s 128 | +35 s 185 | 35     |
| 42   | LMGTE Pro | 95  | Aston Martin Racing        | 3 min 55 s 261 | Pas de temps   | +35 s 528 | 36     |
| 43   | LMGTE Pro | 91  | Porsche Motorsport         | 3 min 55 s 332 | 3 min 56 s 792 | +35 s 599 | 37     |
| 44   | LMGTE Pro | 97  | Aston Martin Racing        | 3 min 55 s 380 | Pas de temps   | +35 s 647 | 38     |
| 45   | LMGTE Pro | 77  | Dempsey-Proton Racing      | 3 min 55 s 426 | 3 min 57 s 082 | +35 s 693 | 39     |
| 46   | LMGTE Pro | 64  | Corvette Racing - GM       | 3 min 55 s 848 | 3 min 58 s 493 | +36 s 115 | 40     |
| 47   | LMGTE Am  | 61  | Clearwater Racing          | 3 min 56 s 827 | 4 min 06 s 801 | +37 s 094 | 41     |
| 48   | LMGTE Am  | 98  | Aston Martin Racing        | 3 min 57 s 198 | Pas de temps   | +37 s 465 | 42     |
| 49   | LMGTE Am  | 88  | Abu Dhabi-Proton Racing    | 3 min 59 s 861 | 3 min 57 s 513 | +37 s 780 | 43     |
| 50   | LMGTE Am  | 55  | AF Corse                   | 3 min 57 s 596 | 3 min 59 s 469 | +37 s 863 | 44     |
| 51   | LMGTE Am  | 83  | AF Corse                   | 3 min 57 s 742 | 4 min 03 s 676 | +38 s 009 | 45     |
| 52   | LMGTE Pro | 63  | Corvette Racing - GM       | 3 min 57 s 967 | 3 min 59 s 268 | +38 s 234 | 60     |
| 53   | LMGTE Am  | 50  | Larbre Compétition         | 3 min 58 s 018 | 4 min 27 s 530 | +38 s 285 | 46     |
| 54   | LMGTE Am  | 60  | Formula Racing             | 3 min 58 s 760 | 4 min 03 s 851 | +39 s 027 | 47     |
| 55   | LMGTE Am  | 78  | KCMG                       | 3 min 59 s 245 | 3 min 59 s 034 | +39 s 301 | 48     |
| 56   | LMGTE Am  | 62  | Scuderia Corsa             | 4 min 00 s 008 | 4 min 05 s 643 | +40 s 275 | 49     |
| 57   | LMGTE Am  | 89  | Proton Competition         | 4 min 01 s 215 | 4 min 00 s 107 | +40 s 374 | 50     |
| 58   | LMGTE Am  | 86  | Gulf Racing                | 4 min 01 s 046 | 4 min 09 s 283 | +41 s 313 | 51     |
| 59   | LMGTE Am  | 57  | Team AAI                   | 4 min 02 s 326 | 4 min 05 s 822 | +42 s 593 | 52     |
| 60   | LMGTE Am  | 99  | Aston Martin Racing        | 4 min 03 s 148 | Pas de temps   | +43 s 415 | 53     |

## Nombre de pilotes qualifiés pour la course
À la suite de la construction de quatre nouveaux stands et de l'augmentation du nombre d'engagés qui en résulte, un nouveau record est établi avec la participation de 180 pilotes de 27 nationalités. Après une année d'absence du côté des femmes, deux pilotes sont présentes lors de ces quatre-vingt-quatrièmes 24 Heures du Mans.
| 37 Britanniques | 33 Français     | 21 Américains | 11 Allemands | 10 Suisses    |
| 8 Danois        | 7 Italiens      | 7 Japonais    | 6 Brésiliens | 5 Russes      |
| 4 Autrichiens   | 4 Néo-Zélandais | 4 Portugais   | 3 Chinois    | 3 Néerlandais |
| 2 Australiens   | 2 Belges        | 2 Canadiens   | 2 Espagnols  | 2 Mexicains   |
| 1 Émirien       | 1 Finlandais    | 1 Irlandais   | 1 Malaisien  | 1 Monégasque  |
| 1 Suédois       | 1 Thaïlandais   |               |              |               |

## Course

### Classements intermédiaires
| Pos. | Après la 1re heure | Après la 1re heure                                                           | Après 6 heures | Après 6 heures                                                               | Après 12 heures | Après 12 heures                                                              | Après 18 heures | Après 18 heures                                                              |
| Pos. | n°                 | Voiture / Pilotes                                                            | n°             | Voiture / Pilotes                                                            | n°              | Voiture / Pilotes                                                            | n°              | Voiture / Pilotes                                                            |
| ---- | ------------------ | ---------------------------------------------------------------------------- | -------------- | ---------------------------------------------------------------------------- | --------------- | ---------------------------------------------------------------------------- | --------------- | ---------------------------------------------------------------------------- |
| 1    | 6                  | Toyota Gazoo Racing Toyota TS050 Hybrid (LMP1) Sarrazin - Conway - Kobayashi | 6              | Toyota Gazoo Racing Toyota TS050 Hybrid (LMP1) Sarrazin - Conway - Kobayashi | 6               | Toyota Gazoo Racing Toyota TS050 Hybrid (LMP1) Sarrazin - Conway - Kobayashi | 5               | Toyota Gazoo Racing Toyota TS050 Hybrid (LMP1) Davidson - Buemi - Nakajima   |
| 2    | 2                  | Porsche Team Porsche 919 Hybrid (LMP1) Dumas - Jani - Lieb                   | 1              | Porsche Team Porsche 919 Hybrid (LMP1) Bernhard - Webber - Hartley           | 2               | Porsche Team Porsche 919 Hybrid (LMP1) Dumas - Jani - Lieb                   | 6               | Toyota Gazoo Racing Toyota TS050 Hybrid (LMP1) Sarrazin - Conway - Kobayashi |
| 3    | 8                  | Audi Sport Team Joest Audi R18 (LMP1) di Grassi - Duval - Jarvis             | 5              | Toyota Gazoo Racing Toyota TS050 Hybrid (LMP1) Davidson - Buemi - Nakajima   | 5               | Toyota Gazoo Racing Toyota TS050 Hybrid (LMP1) Davidson - Buemi - Nakajima   | 2               | Porsche Team Porsche 919 Hybrid (LMP1) Dumas - Jani - Lieb                   |
| 4    | 1                  | Porsche Team Porsche 919 Hybrid (LMP1) Bernhard - Webber - Hartley           | 2              | Porsche Team Porsche 919 Hybrid (LMP1) Dumas - Jani - Lieb                   | 8               | Audi Sport Team Joest Audi R18 (LMP1) di Grassi - Duval - Jarvis             | 8               | Audi Sport Team Joest Audi R18 (LMP1) di Grassi - Duval - Jarvis             |
| 5    | 5                  | Toyota Gazoo Racing Toyota TS050 Hybrid (LMP1) Davidson - Buemi - Nakajima   | 8              | Audi Sport Team Joest Audi R18 (LMP1) di Grassi - Duval - Jarvis             | 13              | Rebellion Racing Rebellion R-One-AER (LMP1) Tuscher - Imperatori - Kraihamer | 7               | Audi Sport Team Joest Audi R18 (LMP1) Fässler - Lotterer - Tréluyer          |

### Déroulement de la course
À quelques minutes du départ de la course, une pluie battante s’abat sur le circuit obligeant la direction de course à choisir un départ derrière la voiture de sécurité, une première dans l'histoire des 24 Heures du Mans. Il faudra finalement attendre six tours de circuit et 50 minutes pour que la course débute réellement.
Alors que la Toyota no 5 est en tête lors de l'avant-dernier passage sur la ligne, elle connaît un problème technique qui la force à s'arrêter. Elle est alors doublée par la Porsche, futur vainqueur. Bien qu'elle soit repartie, elle a effectué le dernier tour en plus de six minutes, ce qui est contraire au règlement, et elle n'est donc pas classée.

### Classement final de la course

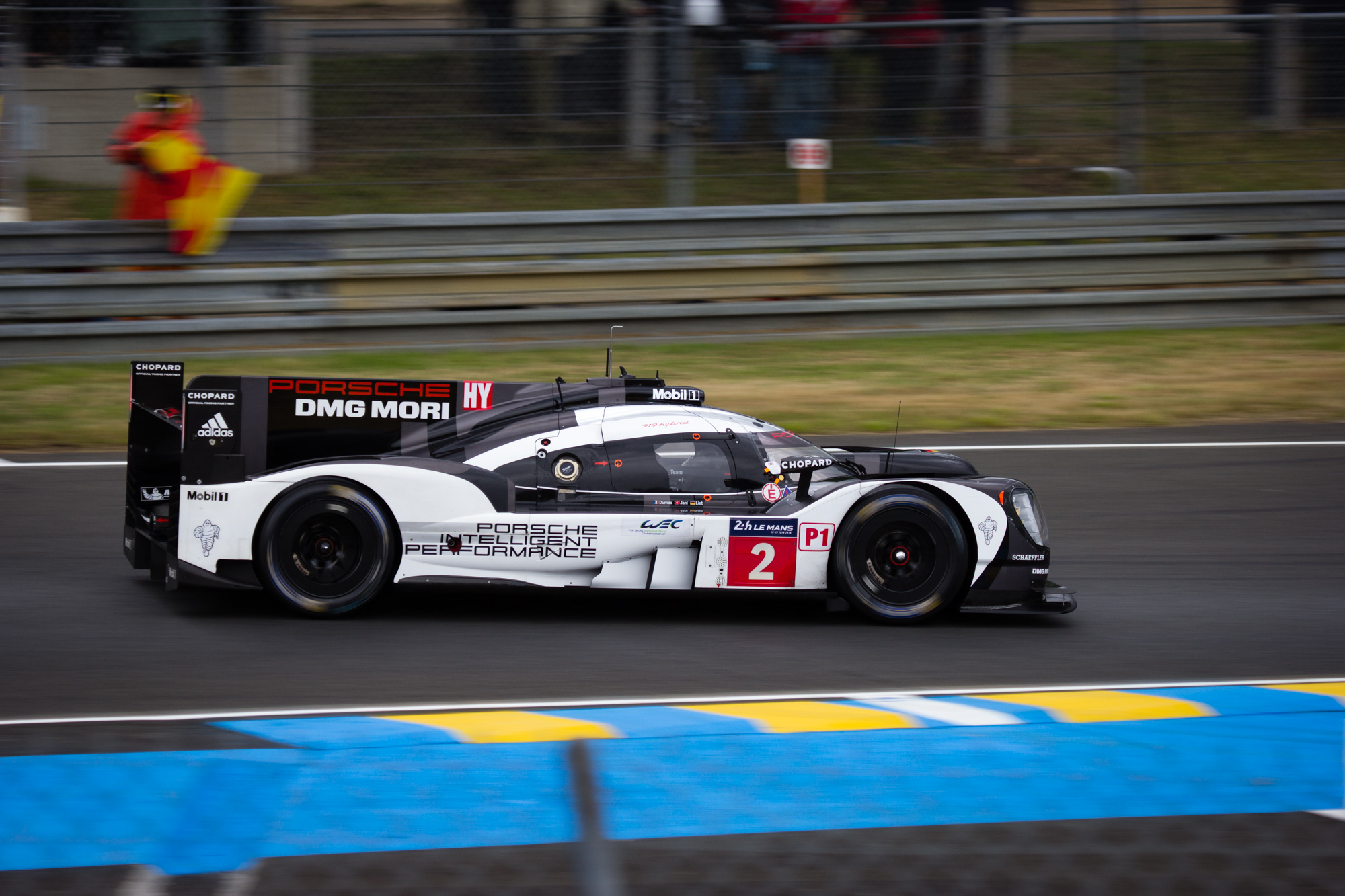
La Porsche 919 Hybrid no 2, vainqueure de l'épreuve.

| Pos   | Classe    | No | Équipe                     | Pilote                                                  | Châssis                        | P | Trs |
| Pos   | Classe    | No | Équipe                     | Pilote                                                  | Moteur                         | P | Trs |
| ----- | --------- | -- | -------------------------- | ------------------------------------------------------- | ------------------------------ | - | --- |
| 1     | LMP1      | 2  | Porsche Team               | Marc Lieb Romain Dumas Neel Jani                        | Porsche 919 Hybrid             | M | 384 |
| 1     | LMP1      | 2  | Porsche Team               | Marc Lieb Romain Dumas Neel Jani                        | Porsche 2.0 L Turbo V4         | M | 384 |
| 2     | LMP1      | 6  | Toyota Gazoo Racing        | Stéphane Sarrazin Mike Conway Kamui Kobayashi           | Toyota TS050 Hybrid            | M | 381 |
| 2     | LMP1      | 6  | Toyota Gazoo Racing        | Stéphane Sarrazin Mike Conway Kamui Kobayashi           | Toyota 2.4 L Turbo V6          | M | 381 |
| 3     | LMP1      | 8  | Audi Sport Team Joest      | Loïc Duval Lucas di Grassi Oliver Jarvis                | Audi R18                       | M | 372 |
| 3     | LMP1      | 8  | Audi Sport Team Joest      | Loïc Duval Lucas di Grassi Oliver Jarvis                | Audi TDI 4.0 L Turbo Diesel V6 | M | 372 |
| 4     | LMP1      | 7  | Audi Sport Team Joest      | André Lotterer Marcel Fässler Benoît Tréluyer           | Audi R18                       | M | 367 |
| 4     | LMP1      | 7  | Audi Sport Team Joest      | André Lotterer Marcel Fässler Benoît Tréluyer           | Audi TDI 4.0 L Turbo Diesel V6 | M | 367 |
| 5     | LMP2      | 36 | Signatech Alpine           | Nicolas Lapierre Gustavo Menezes Stéphane Richelmi      | Alpine A460                    | D | 357 |
| 5     | LMP2      | 36 | Signatech Alpine           | Nicolas Lapierre Gustavo Menezes Stéphane Richelmi      | Nissan VK45DE 4.5 L V8         | D | 357 |
| 6     | LMP2      | 26 | G-Drive Racing             | Roman Rusinov Will Stevens René Rast                    | Oreca 05                       | D | 357 |
| 6     | LMP2      | 26 | G-Drive Racing             | Roman Rusinov Will Stevens René Rast                    | Nissan VK45DE 4.5 L V8         | D | 357 |
| 7     | LMP2      | 37 | SMP Racing                 | Vitaly Petrov Viktor Shaytar Kirill Ladygin             | BR01                           | D | 353 |
| 7     | LMP2      | 37 | SMP Racing                 | Vitaly Petrov Viktor Shaytar Kirill Ladygin             | Nissan VK45DE 4,5 L V8         | D | 353 |
| 8     | LMP2      | 42 | Strakka Racing             | Nick Leventis Jonny Kane Danny Watts                    | Gibson 015S                    | D | 351 |
| 8     | LMP2      | 42 | Strakka Racing             | Nick Leventis Jonny Kane Danny Watts                    | Nissan VK45DE 4.5 L V8         | D | 351 |
| 9     | LMP2      | 33 | Eurasia Motorsport         | Kevin Pu Junjin (en) Tristan Gommendy Nick de Bruijn    | Oreca 05                       | D | 348 |
| 9     | LMP2      | 33 | Eurasia Motorsport         | Kevin Pu Junjin (en) Tristan Gommendy Nick de Bruijn    | Nissan VK45DE 4.5 L V8         | D | 348 |
| 10    | LMP2      | 41 | Greaves Motorsport         | Memo Rojas Julien Canal Nathanaël Berthon               | Ligier JS P2                   | D | 348 |
| 10    | LMP2      | 41 | Greaves Motorsport         | Memo Rojas Julien Canal Nathanaël Berthon               | Nissan VK45DE 4,5 L V8         | D | 348 |
| 11    | LMP2      | 27 | SMP Racing                 | Nicolas Minassian Maurizio Mediani Mikhail Aleshin      | BR01                           | D | 347 |
| 11    | LMP2      | 27 | SMP Racing                 | Nicolas Minassian Maurizio Mediani Mikhail Aleshin      | Nissan VK45DE 4.5 L V8         | D | 347 |
| 12    | LMP2      | 23 | Panis-Barthez Compétition  | Fabien Barthez Timothé Buret Paul-Loup Chatin           | Ligier JS P2                   | M | 347 |
| 12    | LMP2      | 23 | Panis-Barthez Compétition  | Fabien Barthez Timothé Buret Paul-Loup Chatin           | Nissan VK45DE 4.5 L V8         | M | 347 |
| 13    | LMP1      | 1  | Porsche Team               | Timo Bernhard Brendon Hartley Mark Webber               | Porsche 919 Hybrid             | M | 346 |
| 13    | LMP1      | 1  | Porsche Team               | Timo Bernhard Brendon Hartley Mark Webber               | Porsche 2.0 L Turbo V4         | M | 346 |
| 14    | LMP2      | 49 | Michael Shank Racing       | John Pew (en) Oswaldo Negri Jr. Laurens Vanthoor        | Ligier JS P2                   | D | 345 |
| 14    | LMP2      | 49 | Michael Shank Racing       | John Pew (en) Oswaldo Negri Jr. Laurens Vanthoor        | Honda HR28TT 2,8 L Turbo V6    | D | 345 |
| 15    | LMP2      | 43 | RGR Sport by Morand        | Ricardo González Filipe Albuquerque Bruno Senna         | Ligier JS P2                   | D | 344 |
| 15    | LMP2      | 43 | RGR Sport by Morand        | Ricardo González Filipe Albuquerque Bruno Senna         | Nissan VK45DE 4.5 L V8         | D | 344 |
| 16    | LMP2      | 30 | Extreme Speed Motorsports  | Scott Sharp Ed Brown Johannes van Overbeek              | Ligier JS P2                   | D | 341 |
| 16    | LMP2      | 30 | Extreme Speed Motorsports  | Scott Sharp Ed Brown Johannes van Overbeek              | Nissan VK45DE 4.5 L V8         | D | 341 |
| 17    | LMP2      | 25 | Algarve Pro Racing         | Michael Munemann Chris Hoy Andrea Pizzitola             | Ligier JS P2                   | D | 341 |
| 17    | LMP2      | 25 | Algarve Pro Racing         | Michael Munemann Chris Hoy Andrea Pizzitola             | Nissan VK45DE 4.5 L V8         | D | 341 |
| 18    | LMGTE Pro | 68 | Ford Chip Ganassi Team USA | Joey Hand Dirk Müller Sébastien Bourdais                | Ford GT LM                     | M | 340 |
| 18    | LMGTE Pro | 68 | Ford Chip Ganassi Team USA | Joey Hand Dirk Müller Sébastien Bourdais                | Ford EcoBoost 3.5 L Turbo V6   | M | 340 |
| 19    | LMGTE Pro | 82 | Risi Competizione          | Giancarlo Fisichella Matteo Malucelli Toni Vilander     | Ferrari 488 GTE                | M | 340 |
| 19    | LMGTE Pro | 82 | Risi Competizione          | Giancarlo Fisichella Matteo Malucelli Toni Vilander     | Ferrari F154CB 3.9 L Turbo V8  | M | 340 |
| 20    | LMGTE Pro | 69 | Ford Chip Ganassi Team USA | Ryan Briscoe Richard Westbrook Scott Dixon              | Ford GT LM                     | M | 340 |
| 20    | LMGTE Pro | 69 | Ford Chip Ganassi Team USA | Ryan Briscoe Richard Westbrook Scott Dixon              | Ford EcoBoost 3.5 L Turbo V6   | M | 340 |
| 21    | LMGTE Pro | 66 | Ford Chip Ganassi Team UK  | Olivier Pla Stefan Mücke Billy Johnson (en)             | Ford GT LM                     | M | 339 |
| 21    | LMGTE Pro | 66 | Ford Chip Ganassi Team UK  | Olivier Pla Stefan Mücke Billy Johnson (en)             | Ford EcoBoost 3.5 L Turbo V6   | M | 339 |
| 22    | LMP2      | 40 | Krohn Racing               | Tracy Krohn Niclas Jönsson João Barbosa                 | Ligier JS P2                   | M | 338 |
| 22    | LMP2      | 40 | Krohn Racing               | Tracy Krohn Niclas Jönsson João Barbosa                 | Nissan VK45DE 4,5 L V8         | M | 338 |
| 23    | LMGTE Pro | 95 | Aston Martin Racing        | Nicki Thiim Marco Sørensen Darren Turner                | Aston Martin V8 Vantage GTE    | D | 338 |
| 23    | LMGTE Pro | 95 | Aston Martin Racing        | Nicki Thiim Marco Sørensen Darren Turner                | Aston Martin 4.5 L V8          | D | 338 |
| 24    | LMGTE Pro | 97 | Aston Martin Racing        | Fernando Rees Jonathan Adam Richie Stanaway             | Aston Martin V8 Vantage GTE    | D | 337 |
| 24    | LMGTE Pro | 97 | Aston Martin Racing        | Fernando Rees Jonathan Adam Richie Stanaway             | Aston Martin 4,5 L V8          | D | 337 |
| 25    | LMGTE Pro | 63 | Corvette Racing - GM       | Jan Magnussen Antonio García Ricky Taylor               | Chevrolet Corvette C7.R        | M | 336 |
| 25    | LMGTE Pro | 63 | Corvette Racing - GM       | Jan Magnussen Antonio García Ricky Taylor               | Chevrolet LT5.5 5.5 L V8       | M | 336 |
| 26    | LMGTE Am  | 62 | Scuderia Corsa             | Bill Sweedler (de) Townsend Bell Jeff Segal             | Ferrari 458 Italia GT2         | M | 331 |
| 26    | LMGTE Am  | 62 | Scuderia Corsa             | Bill Sweedler (de) Townsend Bell Jeff Segal             | Ferrari F136GT 4. 5 L V8       | M | 331 |
| 27    | LMGTE Am  | 83 | AF Corse                   | François Perrodo Emmanuel Collard Rui Águas             | Ferrari 458 Italia GT2         | M | 331 |
| 27    | LMGTE Am  | 83 | AF Corse                   | François Perrodo Emmanuel Collard Rui Águas             | Ferrari F136GT 4.5 L V8        | M | 331 |
| 28    | LMGTE Am  | 88 | Abu Dhabi-Proton Racing    | Khaled Al Qubaisi Patrick Long David Heinemeier Hansson | Porsche 911 RSR (991)          | M | 330 |
| 28    | LMGTE Am  | 88 | Abu Dhabi-Proton Racing    | Khaled Al Qubaisi Patrick Long David Heinemeier Hansson | Porsche 4,0 L Flat-6           | M | 330 |
| 29    | LMP1      | 12 | Rebellion Racing           | Nicolas Prost Nick Heidfeld Nelson Piquet Jr            | Rebellion R-One                | D | 330 |
| 29    | LMP1      | 12 | Rebellion Racing           | Nicolas Prost Nick Heidfeld Nelson Piquet Jr            | AER P60 2.4 L Turbo V6         | D | 330 |
| 30    | LMGTE Am  | 61 | Clearwater Racing          | Weng Sun Mok (de) Rob Bell Keita Sawa (de)              | Ferrari 458 Italia GT2         | M | 329 |
| 30    | LMGTE Am  | 61 | Clearwater Racing          | Weng Sun Mok (de) Rob Bell Keita Sawa (de)              | Ferrari F136GT 4.5 L V8        | M | 329 |
| 31    | LMGTE Pro | 77 | Dempsey-Proton Racing      | Richard Lietz Philipp Eng Michael Christensen           | Porsche 911 RSR (991)          | M | 329 |
| 31    | LMGTE Pro | 77 | Dempsey-Proton Racing      | Richard Lietz Philipp Eng Michael Christensen           | Porsche 4.0 L Flat-6           | M | 329 |
| 32    | LMP2      | 22 | SO24! by Lombard Racing    | Vincent Capillaire Erik Maris Jonathan Coleman          | Ligier JS P2                   | D | 328 |
| 32    | LMP2      | 22 | SO24! by Lombard Racing    | Vincent Capillaire Erik Maris Jonathan Coleman          | Judd HK 3.6 L V8               | D | 328 |
| 33    | LMGTE Am  | 86 | Gulf Racing                | Michael Wainwright Adam Carroll Ben Barker              | Porsche 911 RSR (991)          | M | 328 |
| 33    | LMGTE Am  | 86 | Gulf Racing                | Michael Wainwright Adam Carroll Ben Barker              | Porsche 4.0L Flat-6            | M | 328 |
| 34    | LMP2      | 48 | Murphy Prototypes          | Ben Keating Marc Goossens Jeroen Bleekemolen            | Oreca 03R                      | D | 323 |
| 34    | LMP2      | 48 | Murphy Prototypes          | Ben Keating Marc Goossens Jeroen Bleekemolen            | Nissan VK45DE 4.5 L V8         | D | 323 |
| 35    | LMGTE Am  | 60 | Formula Racing             | Johnny Laursen (de) Christina Nielsen Mikkel Mac        | Ferrari 458 Italia GT2         | M | 319 |
| 35    | LMGTE Am  | 60 | Formula Racing             | Johnny Laursen (de) Christina Nielsen Mikkel Mac        | Ferrari F136GT 4.5 L V8        | M | 319 |
| 36    | LMGTE Am  | 99 | Aston Martin Racing        | Andrew Howard Liam Griffin (en) Gary Hirsch             | Aston Martin V8 Vantage GTE    | D | 318 |
| 36    | LMGTE Am  | 99 | Aston Martin Racing        | Andrew Howard Liam Griffin (en) Gary Hirsch             | Aston Martin 4.5L V8           | D | 318 |
| 37    | LMGTE Am  | 50 | Larbre Compétition         | Yutaka Yamagishi Pierre Ragues Jean-Philippe Belloc     | Chevrolet Corvette C7.R        | M | 316 |
| 37    | LMGTE Am  | 50 | Larbre Compétition         | Yutaka Yamagishi Pierre Ragues Jean-Philippe Belloc     | Chevrolet LT5.5 5.5 L V8       | M | 316 |
| 38    | 56e stand | 84 | SRT41 by Oak Racing        | Frédéric Sausset Christophe Tinseau Jean-Bernard Bouvet | Morgan LMP2                    | M | 315 |
| 38    | 56e stand | 84 | SRT41 by Oak Racing        | Frédéric Sausset Christophe Tinseau Jean-Bernard Bouvet | Nissan VK45DE 4.5 L V8         | M | 315 |
| 39    | LMGTE Am  | 57 | Team AAI                   | Johnny O'Connell Mark Patterson Oliver Bryant           | Chevrolet Corvette C7.R        | M | 306 |
| 39    | LMGTE Am  | 57 | Team AAI                   | Johnny O'Connell Mark Patterson Oliver Bryant           | Chevrolet LT5.5 5.5 L V8       | M | 306 |
| 40    | LMGTE Pro | 67 | Ford Chip Ganassi Team UK  | Andy Priaulx Marino Franchitti Harry Tincknell          | Ford GT LM                     | M | 306 |
| 40    | LMGTE Pro | 67 | Ford Chip Ganassi Team UK  | Andy Priaulx Marino Franchitti Harry Tincknell          | Ford EcoBoost 3.5 L Turbo V6   | M | 306 |
| 41    | LMGTE Am  | 78 | KCMG                       | Christian Ried Wolf Henzler Joël Camathias              | Porsche 911 RSR (991)          | M | 300 |
| 41    | LMGTE Am  | 78 | KCMG                       | Christian Ried Wolf Henzler Joël Camathias              | Porsche 4.0 L Flat-6           | M | 300 |
| 42    | LMP2      | 31 | Extreme Speed Motorsports  | Ryan Dalziel Chris Cumming (de) Pipo Derani             | Ligier JS P2                   | D | 297 |
| 42    | LMP2      | 31 | Extreme Speed Motorsports  | Ryan Dalziel Chris Cumming (de) Pipo Derani             | Nissan VK45DE 4.5 L V8         | D | 297 |
| 43    | LMP2      | 34 | Race Performance           | Nicolas Leutwiler James Winslow Shinji Nakano           | Oreca 03R                      | D | 297 |
| 43    | LMP2      | 34 | Race Performance           | Nicolas Leutwiler James Winslow Shinji Nakano           | Judd HK 3.6 L V8               | D | 297 |
| 44    | LMGTE Am  | 55 | AF Corse                   | Duncan Cameron Aaron Scott Matt Griffin                 | Ferrari 458 Italia GT2         | M | 289 |
| 44    | LMGTE Am  | 55 | AF Corse                   | Duncan Cameron Aaron Scott Matt Griffin                 | Ferrari F136GT 4.5 L V8        | M | 289 |
| N. c. | LMP1      | 5  | Toyota Gazoo Racing        | Anthony Davidson Sébastien Buemi Kazuki Nakajima        | Toyota TS050 Hybrid            | M | 384 |
| N. c. | LMP1      | 5  | Toyota Gazoo Racing        | Anthony Davidson Sébastien Buemi Kazuki Nakajima        | Toyota 2.4 L Turbo V6          | M | 384 |
| Abd.  | LMP2      | 28 | Pegasus Racing             | Inès Taittinger Léo Roussel Rémy Striebig               | Morgan LMP2                    | M | 292 |
| Abd.  | LMP2      | 28 | Pegasus Racing             | Inès Taittinger Léo Roussel Rémy Striebig               | Nissan VK45DE 4.5 L V8         | M | 292 |
| Abd.  | LMGTE Am  | 98 | Aston Martin Racing        | Paul Dalla Lana Pedro Lamy Mathias Lauda                | Aston Martin V8 Vantage GTE    | D | 281 |
| Abd.  | LMGTE Am  | 98 | Aston Martin Racing        | Paul Dalla Lana Pedro Lamy Mathias Lauda                | Aston Martin 4.5 L V8          | D | 281 |
| Abd.  | LMP2      | 44 | Manor                      | Tor Graves Matthew Rao Roberto Merhi                    | Oreca 05                       | D | 283 |
| Abd.  | LMP2      | 44 | Manor                      | Tor Graves Matthew Rao Roberto Merhi                    | Nissan VK45DE 4.5 L V8         | D | 283 |
| Abd.  | LMP2      | 46 | Thiriet by TDS Racing      | Pierre Thiriet Mathias Beche Ryō Hirakawa               | Oreca 05                       | D | 241 |
| Abd.  | LMP2      | 46 | Thiriet by TDS Racing      | Pierre Thiriet Mathias Beche Ryō Hirakawa               | Nissan VK45DE 4.5 L V8         | D | 241 |
| Abd.  | LMP2      | 35 | Baxi DC Racing-Alpine      | David Cheng Ho-Pin Tung Nelson Panciatici               | Alpine A460                    | D | 234 |
| Abd.  | LMP2      | 35 | Baxi DC Racing-Alpine      | David Cheng Ho-Pin Tung Nelson Panciatici               | Nissan VK45DE 4.5 L V8         | D | 234 |
| Abd.  | LMP2      | 38 | G-Drive Racing             | Simon Dolan Jake Dennis Giedo van der Garde             | Gibson 015S                    | D | 222 |
| Abd.  | LMP2      | 38 | G-Drive Racing             | Simon Dolan Jake Dennis Giedo van der Garde             | Nissan VK45DE 4.5 L V8         | D | 222 |
| Abd.  | LMGTE Pro | 64 | Corvette Racing            | Oliver Gavin Tommy Milner Jordan Taylor                 | Chevrolet Corvette C7.R        | M | 219 |
| Abd.  | LMGTE Pro | 64 | Corvette Racing            | Oliver Gavin Tommy Milner Jordan Taylor                 | Chevrolet LT5.5 5.5 L V8       | M | 219 |
| Abd.  | LMP1      | 4  | ByKolles Racing            | Simon Trummer Pierre Kaffer Oliver Webb                 | CLM P1/01                      | D | 206 |
| Abd.  | LMP1      | 4  | ByKolles Racing            | Simon Trummer Pierre Kaffer Oliver Webb                 | AER P60 2.4 L Turbo V6         | D | 206 |
| Abd.  | LMP1      | 13 | Rebellion Racing           | Dominik Kraihamer Alexandre Imperatori Mathéo Tuscher   | Rebellion R-One                | D | 200 |
| Abd.  | LMP1      | 13 | Rebellion Racing           | Dominik Kraihamer Alexandre Imperatori Mathéo Tuscher   | AER P60 2.4 L Turbo V6         | D | 200 |
| Abd.  | LMGTE Pro | 51 | AF Corse                   | Gianmaria Bruni Alessandro Pier Guidi James Calado      | Ferrari 488 GTE                | M | 179 |
| Abd.  | LMGTE Pro | 51 | AF Corse                   | Gianmaria Bruni Alessandro Pier Guidi James Calado      | Ferrari F154CB 3.9 L Turbo V8  | M | 179 |
| Abd.  | LMGTE Pro | 71 | AF Corse                   | Davide Rigon Andrea Bertolini Sam Bird                  | Ferrari 488 GTE                | M | 143 |
| Abd.  | LMGTE Pro | 71 | AF Corse                   | Davide Rigon Andrea Bertolini Sam Bird                  | Ferrari F154CB 3,9 L Turbo V8  | M | 143 |
| Abd.  | LMGTE Pro | 92 | Porsche Team Manthey       | Frédéric Makowiecki Jörg Bergmeister Earl Bamber        | Porsche 911 RSR (991)          | M | 140 |
| Abd.  | LMGTE Pro | 92 | Porsche Team Manthey       | Frédéric Makowiecki Jörg Bergmeister Earl Bamber        | Porsche 4.0 L Flat-6           | M | 140 |
| Abd.  | LMGTE Pro | 91 | Porsche Team Manthey       | Patrick Pilet Kévin Estre Nick Tandy                    | Porsche 911 RSR (991)          | M | 135 |
| Abd.  | LMGTE Pro | 91 | Porsche Team Manthey       | Patrick Pilet Kévin Estre Nick Tandy                    | Porsche 4.0 L Flat-6           | M | 135 |
| Abd.  | LMP2      | 47 | KCMG                       | Tsugio Matsuda Richard Bradley Matthew Howson           | Oreca 05                       | D | 116 |
| Abd.  | LMP2      | 47 | KCMG                       | Tsugio Matsuda Richard Bradley Matthew Howson           | Nissan VK45DE 4.5 L V8         | D | 116 |
| Abd.  | LMGTE Am  | 89 | Proton Racing              | Leh Keen Marc Miller (de) Cooper MacNeil                | Porsche 911 RSR (991)          | M | 50  |
| Abd.  | LMGTE Am  | 89 | Proton Racing              | Leh Keen Marc Miller (de) Cooper MacNeil                | Porsche 4.0 L Flat-6           | M | 50  |

## Record du tour
- Meilleur tour en course : Kamui Kobayashi sur Toyota TS050 Hybrid en 3 min 21 s 445 au 81e tour [21].